# Taiwan Television

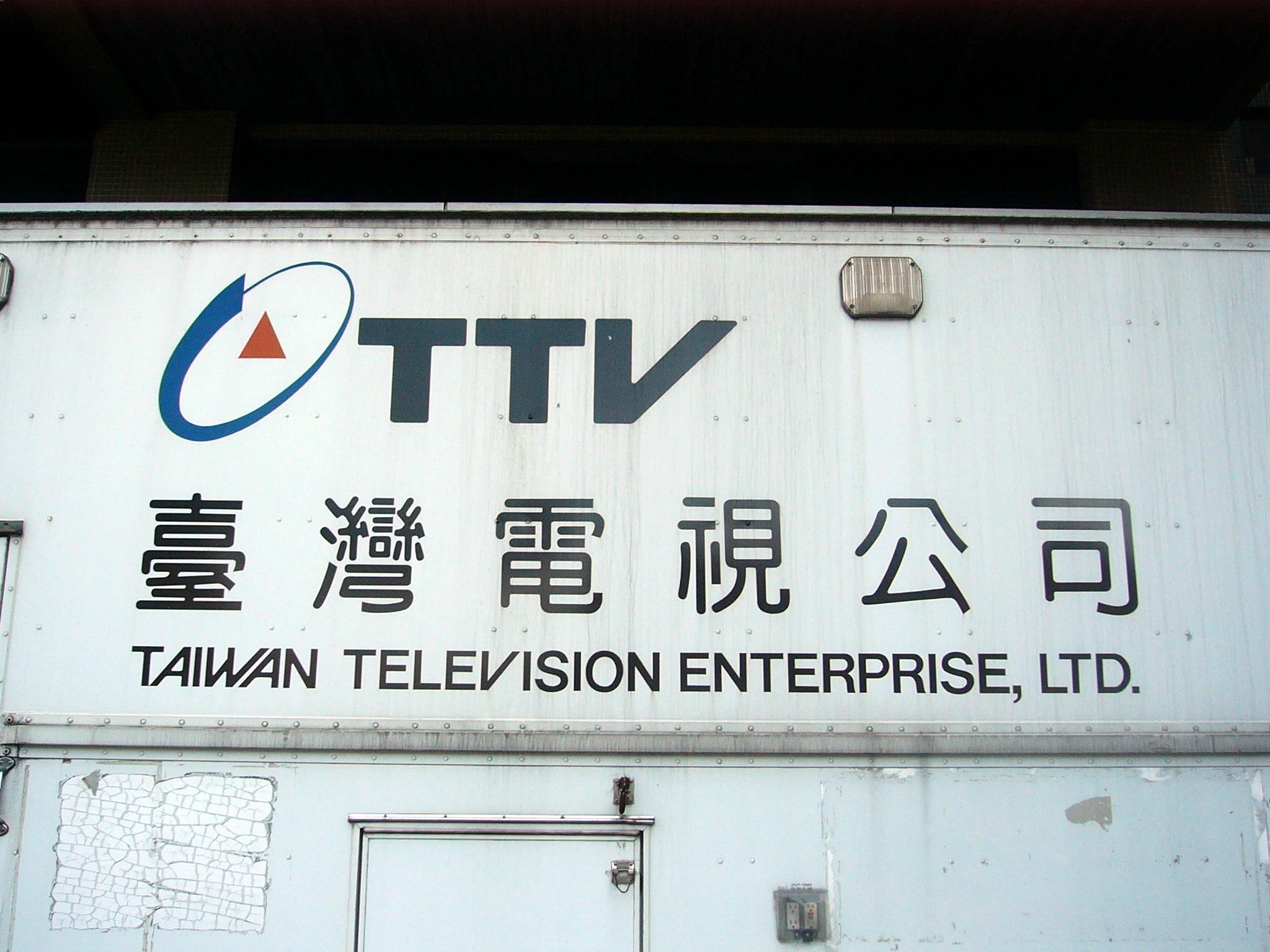
TTV a doua siglă a identității corporative pe vehiculul de televiziune TTV în aer liber

Taiwan Television este una din televiziunile din Taiwan care emit în limba mandarină, ale căror programe sunt transmise gratuit publicului.
TTV a fost denumit anterior Radio Taiwan (TR, apoi TWR) în 1962, apoi TTV și Taiwan Day Television și Taiwan Night Television (TTV) în 1990, când a fost lansată China Television (CTV).
Recent, postul sa bucurat de o renaștere în privința spectatorilor atunci când a semnat un contract major cu Sanlih E-Television pentru promovarea și difuzarea emisiunilor acestuia. Tendințele idolilor de la TTV au fost considerate în mod constant ridicate, deși uneori au coborât sau au crescut, în funcție de povestea și de atracția stelelor pe aceste drame.
În conformitate cu legile actuale privind reforma mass-media, TTV este exploatată pentru privatizare deplină. Cu toate acestea, cesionarea acțiunilor guvernamentale în gară este pusă în așteptare și este pusă în curs de investigare în prezent din cauza unor nereguli în tranzacția sa.

## Aspect

### Sigle

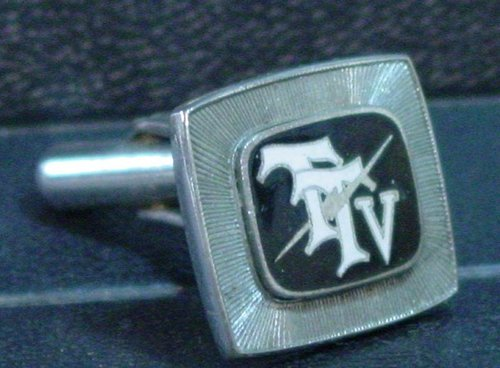
Prima siglă a identității corporative TTV pe un buton de la cămașă pentru directorii executivi ai postului de televiziune
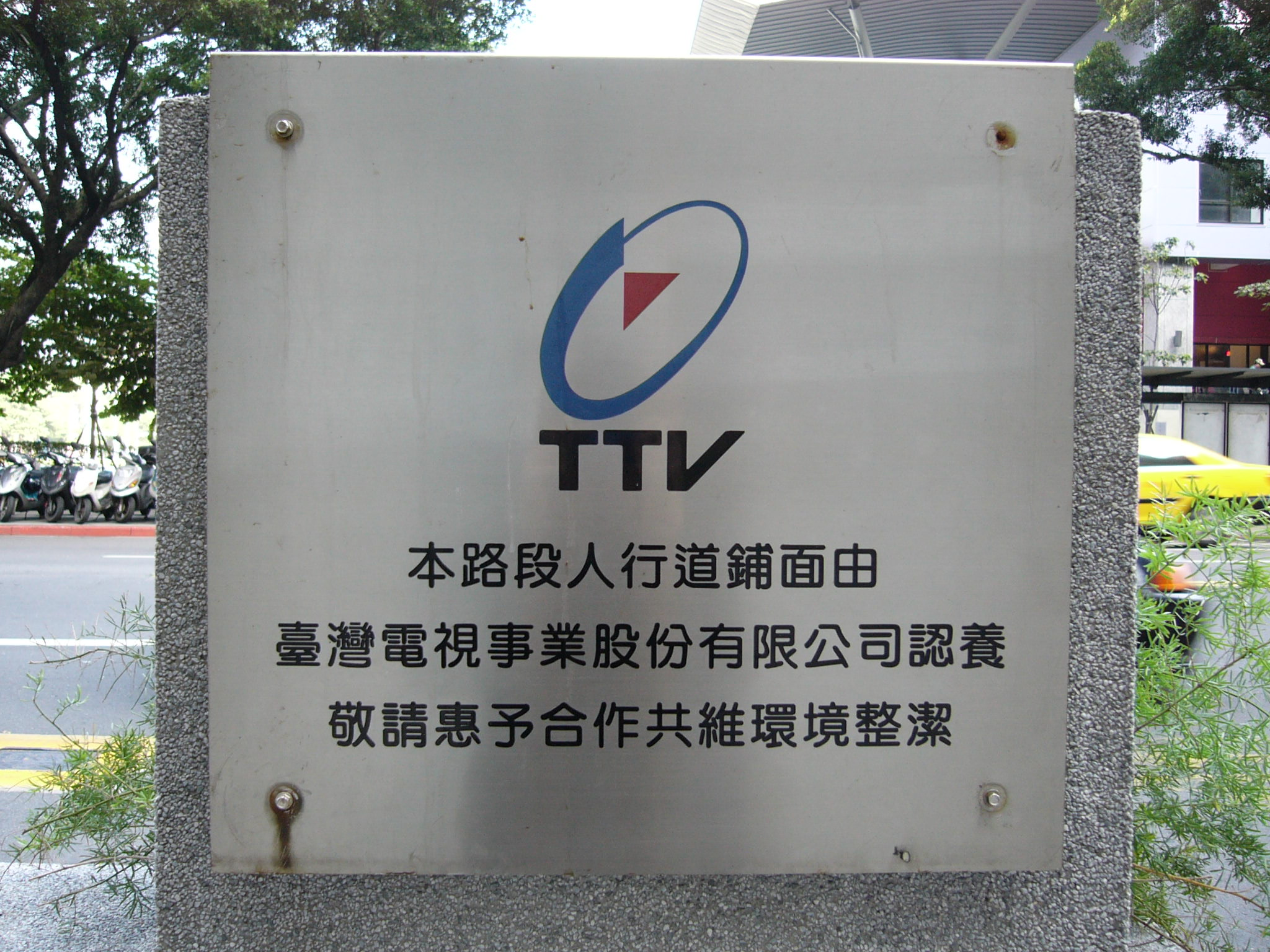
A treia siglă a identității corporative  TTV pe secțiunea 3 a Bad Road (Drum Rău), Taipei
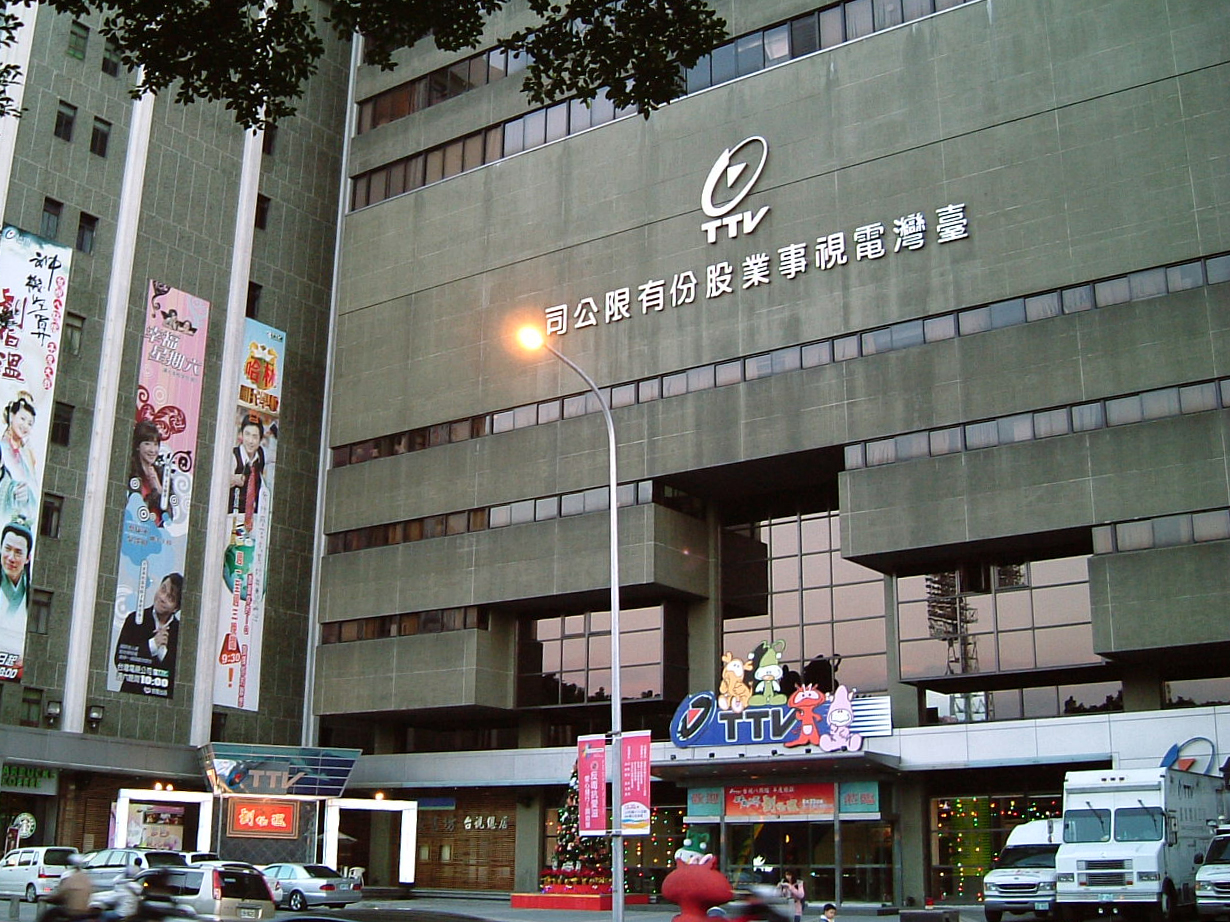
A treia siglă a identității corporative  TTV pe clădirea postului de televiziune
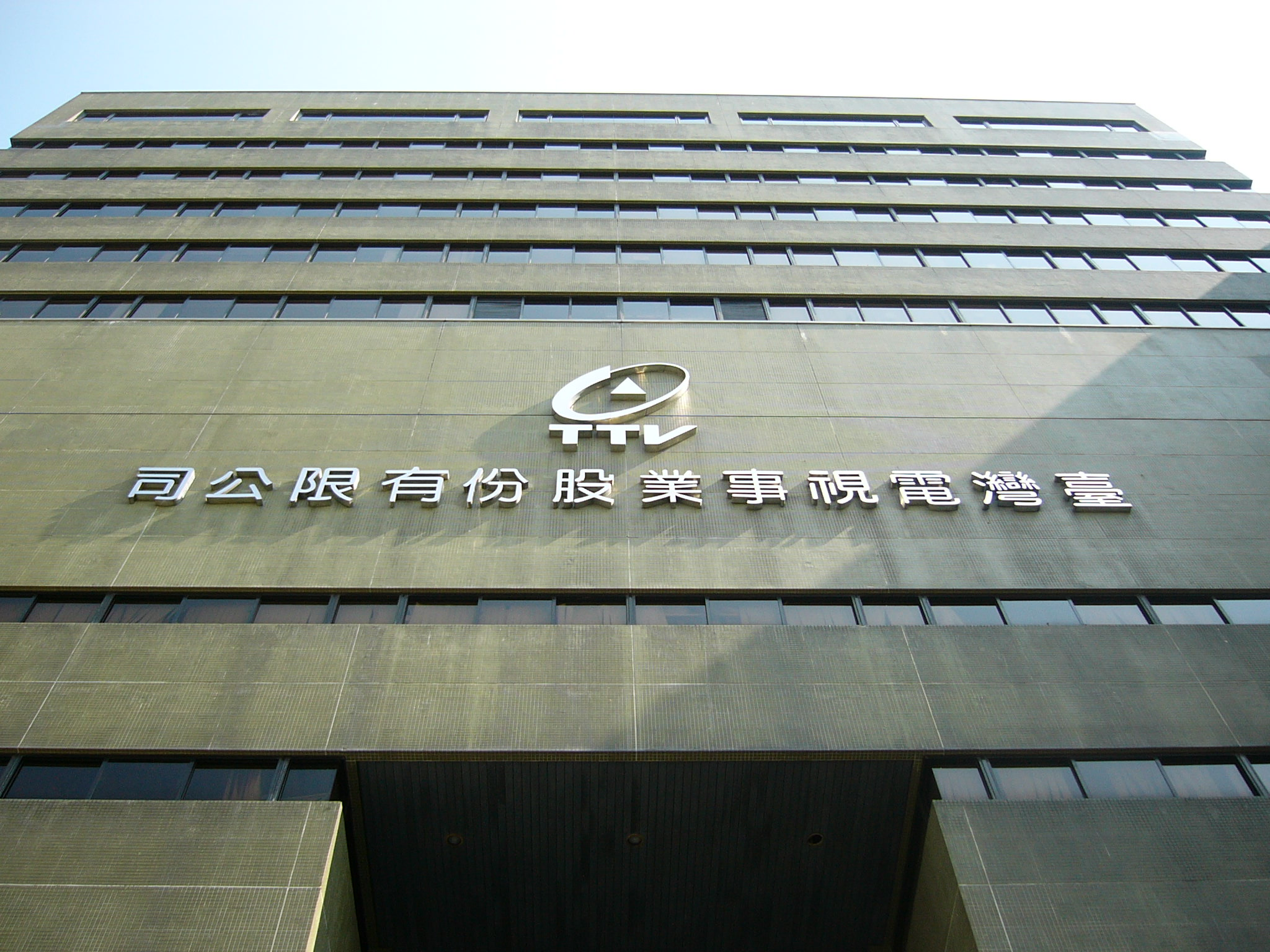
A patra siglă a identității corporative  TTV pe clădirea postului de televiziune